# Kama (Fluss)
Die Kama (russisch Кама, udmurtisch Кам) ist ein 1805 km langer, linker und nordöstlicher und zugleich der größte Nebenfluss der Wolga im europäischen Teil Russlands und der fünftlängste Fluss Europas.

## Flusslauf
Sie entspringt in den bis zu 336 m hohen Kamahöhen, die westlich von Perm liegen, ihre Quelle liegt beim Dorf Kuliga in Udmurtien. 

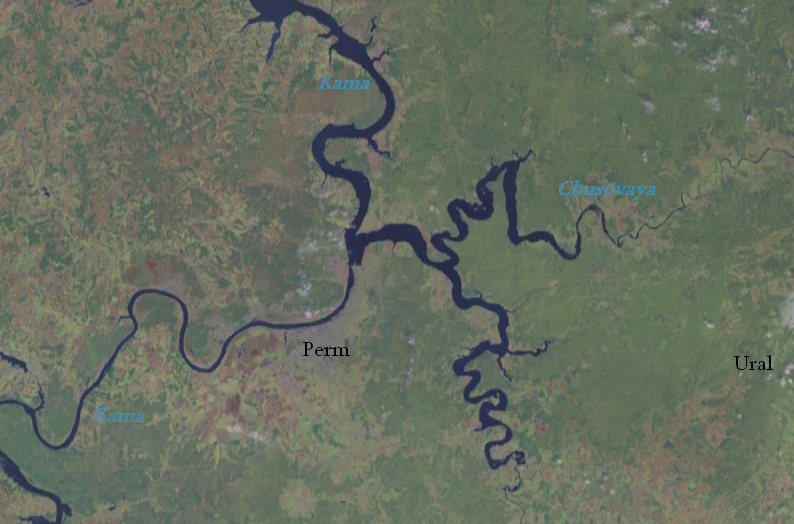
Mündung der Tschussowaja in die Kama

Zunächst fließt die Kama etwa 200 km nach Norden. Etwa ab dem Dorf Loino strömt der Fluss für weitere 200 km in Richtung Osten, bevor er sich bei Tscherdyn nach Süden wendet. Hier mündet die Wischera in die Kama. Am linken Ufer liegen die Industriestädte Solikamsk und Beresniki. Hinter Beresniki beginnt der 1.720 km² große und bis zu 20 m tiefe Kamastausee (Kamskoje), der bei Perm angestaut wird. Perm ist mit rund 1 Mio. Einwohnern die größte Stadt an der Kama und die Hauptstadt der gleichnamigen Verwaltungsregion (Krai). Bei der Stadt Tschaikowski wird die Kama erneut angestaut, nämlich zum Wotkinsker Stausee. Direkt unter dem Staudamm schließt sich der Nischnekamsker Stausee an, in den die aus Baschkirien kommende Belaja mündet. Von hier an fließt die Kama grundsätzlich in die südwestliche Richtung. Der See wird bei der Industriestadt Nabereschnyje Tschelny angestaut, wo das Unternehmen KAMAZ seit 1976 Lastwagen produziert. Flussabwärts mündet bei Nischnekamsk von rechts die Wjatka ein. 
Bei Tschistopol in Tatarstan mündet die Kama in den Kuibyschewer Stausee, durch den das Wasser der Wolga fließt.
Die Südliche Keltma, ein linker Nebenfluss der Kama, wurde durch den 1785–1822 erbauten etwa 18 km langen Nord-Katharinenkanal mit der Nördlichen Keltma verbunden, die über die Wytschegda in die Nördliche Dwina entwässert, wodurch eine Verbindung zwischen Kaspischem und Weißem Meer geschaffen wurde. Der Kanal wurde jedoch nur 16 Jahre lang genutzt und verfiel danach weitestgehend.

## Stauseen
An der Kama liegen einige Stauseen der Wolga-Kama-Kaskade, von denen (flussabwärts gesehen) dies die größten Kamastauseen sind:
- Kamastausee (Kamskoje; Obere Kama) (1.915 km²)
- Wotkinsker Stausee (1.120 km²)
- Nischnekamsker Stausee (Unterkama-Stausee), [2.580 km² (auch auf 3.490 km² beziffert), 45 Mrd. m³]
- Mündung in: Kuibyschewer Stausee (6.450 km², 58 Mrd. m³)

## Ortschaften
An der Kama oder etwas abseits von ihr befinden sich – flussabwärts gesehen – diese größeren Ortschaften und Städte:
- Solikamsk
- Beresniki
- Perm
- Sarapul
- Tschaikowski
- Nabereschnyje Tschelny
- Nischnekamsk
- Tschistopol